# Костров, Пётр Иванович
Петр Иванович Костров (18 июля 1929 года, деревня Каргалы Благоварского района Башкирской АССР — 6 марта 2000 года, Барнаул) — заслуженный изобретатель Российской Федерации, автор множества рационализаторских решений и патентов, преподаватель Алтайского государственного аграрного университета.

## Биография
Родился Петр Иванович в семье рабочих-железнодорожников. Поскольку кроме него у родителей было ещё пятеро детей (девочки), а на зарплату прожить было сложно, Костров в 5-м классе ушёл из дома — перевелся в школу-интернат, и там получил аттестат зрелости.
После 10-го класса он поступил служить в пожарную часть, но карьеру не сделал: в 1949 году Петр Иванович стал студентом Азово-Черноморского института механизации и электрификации сельского хозяйства. В 1954 году Костров, по окончании факультета механизации, убывает в Омскую область, где получает должность механика на Сергеевской машинно-тракторной станции.
Трудолюбие и острый ум молодого человека были замечены партийными чиновниками, и Костров переводится в Оконешниковский райком партии Омской области. Но эта работа не удовлетворяет его, и осенью 1955 года он поступает в аспирантуру Алтайского сельскохозяйственного института.
Во время учёбы Петр Иванович работает на полставки ассистентом кафедры эксплуатации машинно-тракторного парка, по окончании учебного заведения, в 1958 году, его принимают на эту же должность на полную ставку. С 1961 года Костров работает старшим преподавателем кафедры, и покидает своё место лишь в 1996 году.
За время работы в Алтайском государственном аграрном университете (Алтайском сельскохозяйственном институте) Костров получил патенты на более чем 50 изобретений и написал 47 научных трудов. Во времена эпохи Хрущева Н. С. Петр Иванович работал над вопросами выращивания и уборки бобовых, за что был удостоен ценного подарка на одной из выставок ВДНХ (его работа получила серебряную медаль).
После прихода к власти Брежнева идеи и наработки агрария оказались невостребованными. Наступил период депрессии, но Костров справился с проблемой и с головой ушёл в изобретательскую деятельность. При этом он не переставал учить и учиться, поступив в 45 лет в Центральный институт повышения квалификации специалистов и руководящих работников в области патентной работы, а по выпуску из этого учреждения окончил ещё три факультета Алтайского общественного института патентоведения.

## Достижения
Успехи Петра Ивановича были отмечены неоднократным признанием его лучшим изобретателем родного университета, награждением знаками «Отличник изобретательства и рационализации 1977 года» и «Ударник Х1 пятилетки», номинированием на звание лучшего изобретателя края, вручением премии им. И. И. Ползунова. Его идеи, наработки и изобретения широко внедряются Министерством сельского хозяйства, а в 1994 году Президент российской Федерации подписывает Указ о присвоении Кострову звания Заслуженного изобретателя Российской Федерации.
Научные труды Петра Ивановича были опубликованы как в сборниках АГАУ, так и в журналах «Техника в сельском хозяйстве», «Земледелие», «Сельское хозяйство Сибири», например:
- Как механизировать чеканку бобов / П. И. Костров // Техника в сельском хозяйстве.- № 6.- 1962.
- Обоснование рациональной технологии уборки зернофуражных культур / П. И. Костров, А. М. Базуев // Научно-технический бюллетень ВАСХНИЛ, Сиб. отделение.- вып. 33.- 1983.

С участием Петра Ивановича были подготовлены учебные пособия для профтехучилищ, например:
- Технология возделывания кормовых бобов: уч. пособ. для СПТУ / П. И. Костров, Н. И. Чеканова.- М: Профиздат, 1963.
- Технология возделывания кормовых бобов: уч. пособ. для СПТУ и училищ механизации / П. И. Костров, Н. И. Чеканова.- Рига: Латгосиздат, 1963.

В 2012 году в серии «Изобретатели Алтая» вышла в свет брошюра «Костров Петр Иванович: Заслуженный изобретатель Российской Федерации», на страницах которой В. А. Деминым представлены перечни изобретений и научных трудов.

## Источник
- Дёмин В. А. Воспоминание об Учителе // Вестник Алтайского государственного аграрного университета. — 2003. — № 3. — С. 158—160.
- Дёмин В. А. Мысль изобретателей активно помогала целине // Вестник Алтайского государственного аграрного университета. — 2004. — № 1. — С. 94-97.
- Дёмин В. А. Воспоминания об Учителе // Изобретатель Алтая.- 2004. — № 6.
- Дёмин В. А. Костров Петр Иванович.- Барнаул: АГАУ, 2012.- 16 с. ил.- (Изобретатели Алтая).
- Публикация «Изобретатель Алтая: Костров Петр Иванович» по материалам брошюры Демина В. А. на страницах краеведческого альманаха «Мой Алтай».